# Campeonato Sul-Mato-Grossense 1983
In 1983 werd het vijfde Campeonato Sul-Mato-Grossense gespeeld voor voetbalclubs uit de Braziliaanse staat Mato Grosso do Sul. De competitie werd georganiseerd door de Federação de Futebol de Mato Grosso do Sul en werd gespeeld van 10 juli tot 18 december. Operário werd kampioen.

## Eerste toernooi

### Eerste fase
| Plaats | Club                     | Wed. | W | G | V | Saldo | Ptn. |
| ------ | ------------------------ | ---- | - | - | - | ----- | ---- |
| 1.     | Operário de Campo Grande | 6    | 5 | 1 | 0 | 22:2  | 11   |
| 2.     | Comercial                | 6    | 5 | 1 | 0 | 21:2  | 11   |
| 3.     | Corumbaense              | 6    | 3 | 1 | 2 | 8:8   | 7    |
| 4.     | Taveirópolis             | 6    | 1 | 2 | 3 | 6:10  | 4    |
| 5.     | Operário de Dourados     | 6    | 1 | 2 | 3 | 3:8   | 4    |
| 6.     | Aquidauana               | 6    | 0 | 3 | 3 | 2:16  | 3    |
| 7.     | Comercial de Ponta Porã  | 6    | 0 | 2 | 4 | 2:18  | 2    |

|  | Geplaatst voor tweede fase |

### Tweede fase
| Plaats | Club                     | Wed. | W | G | V | Saldo | Ptn. |
| ------ | ------------------------ | ---- | - | - | - | ----- | ---- |
| 1.     | Comercial                | 6    | 5 | 0 | 1 | 8:1   | 10   |
| 2.     | Operário de Campo Grande | 6    | 4 | 1 | 1 | 12:4  | 9    |
| 3.     | Corumbaense              | 6    | 1 | 2 | 3 | 3:7   | 4    |
| 4.     | Taveirópolis             | 6    | 0 | 1 | 5 | 3:14  | 1    |

|  | Geplaatst voor finale |

## Tweede toernooi

### Eerste fase
| Plaats | Club                     | Wed. | W | G | V | Saldo | Ptn. |
| ------ | ------------------------ | ---- | - | - | - | ----- | ---- |
| 1.     | Comercial                | 6    | 3 | 2 | 1 | 10:2  | 8    |
| 2.     | Operário de Campo Grande | 6    | 2 | 4 | 0 | 9:4   | 8    |
| 3.     | Operário de Dourados     | 6    | 2 | 4 | 0 | 3:1   | 8    |
| 4.     | Corumbaense              | 6    | 2 | 3 | 1 | 4:4   | 7    |
| 5.     | Taveirópolis             | 6    | 2 | 1 | 3 | 6:7   | 5    |
| 6.     | Aquidauana               | 6    | 1 | 2 | 3 | 5:9   | 4    |
| 7.     | Comercial de Ponta Porã  | 6    | 1 | 0 | 5 | 5:15  | 2    |

|  | Geplaatst voor tweede fase |

### Tweede fase
| Plaats | Club                     | Wed. | W | G | V | Saldo | Ptn. |
| ------ | ------------------------ | ---- | - | - | - | ----- | ---- |
| 1.     | Operário de Campo Grande | 12   | 8 | 2 | 2 | 16:7  | 18   |
| 2.     | Comercial                | 12   | 5 | 3 | 4 | 14:10 | 13   |
| 3.     | Corumbaense              | 12   | 4 | 4 | 4 | 10:9  | 12   |
| 4.     | Operário de Dourados     | 12   | 2 | 1 | 9 | 6:20  | 5    |

|  | Geplaatst voor finale |

## Finale
|                             |          |       |           |  |
| 4 december Eerste wedstrijd | Operário | 0 – 0 | Comercial |  |
| 4 december Eerste wedstrijd |          |       |           |  |

|                              |           |       |          |  |
| 11 december Tweede wedstrijd | Comercial | 1 – 0 | Operário |  |
| 11 december Tweede wedstrijd |           |       |          |  |

|                             |          |       |           |  |
| 18 december Derde wedstrijd | Operário | 2 – 1 | Comercial |  |
| 18 december Derde wedstrijd |          |       |           |  |

### Kampioen
| Campeonato Sul-Mato-Grossense de 1983 |
| Mato Grosso do Sul                    |
| ------------------------------------- |
| OPERÁRIO Kampioen (4° titel)          |